# Mount Afadjato
Mount Afadjato – najwyższa góra w Ghanie, ma 885 m n.p.m. Afadjato jest położona na granicy z Togo, w pobliżu wioski Liati Wote. Pobliski szczyt Aduadu jest wyższy niż Afadjato pod względem wysokości bezwzględnej, ale ze względu na niewielką wysokość względną nie jest uważany za górę.
Nazwa Afadjato pochodzi od słowa avadzeto, które w języku ewe oznacza „walcząc z buszem”. Nazwa wzięła się stąd, że na zboczach Afadjato występuje roślina powodująca ostre podrażnienie skóry, więc farmerzy i myśliwi wspinający się na górę musieli „walczyć” z roślinnością.